# همسران (فیلم)
همسران (انگلیسی: Better Halves) یک فیلم کمدی صامت کوتاه به کارگردانی ویلارد لوئیس است که در سال ۱۹۱۶ منتشر شد. از بازیگران این فیلم می‌توان به اولیور هاردی اشاره کرد.